# Passiflora anfracta
Passiflora anfracta Mast & André – gatunek rośliny z rodziny męczennicowatych (Passifloraceae Juss. ex Kunth in Humb.). Występuje endemicznie w Ekwadorze.

## Rozmieszczenie geograficzne
Rośnie endemicznie w Ekwadorze na obszarze od prowincji Guayas na południu aż do prowincji Esmeraldas na północy. Uważa się, że może również występować w Kolumbii. Zasięgu występowania ogranicza się do wąskiego pasu mokrego lasu nadmorskiego, który rośnie równolegle do Andów.

## Morfologia
PokrójZielne, trwałe, mniej lub bardziej owłosione liany.
LiścieKlapowane, odwrotnie jajowate. Mają 1,4-10,3 cm długości oraz 5,1–18,3 cm szerokości, z ostrym  lub tępym wierzchołkiem. Ogonek liściowy jest owłosiony i ma długość 3–45 mm. Przylistki są liniowe i mają długość 2–5 mm.
KwiatyPojedyncze lub zebrane w parach. Działki kielicha są podłużnie owalne, białąwe i mają długość 0,9–1,7 cm. Płatki są podłużnie owalne, białe i mają długość 1,2–1,9 cm.
OwoceMają kulisty kształt. Są niebieskoczarne. Mają 1,9-2,5 cm średnicy.

## Biologia i ekologia
Występuje w wilgotnym lesie nadmorskim na wysokości do 250 m n.p.m. Gatunek jest znany z pięciu subpopulacji.

## Ochrona
W Czerwonej księdze gatunków zagrożonych został zaliczony do kategorii EN – gatunków zagrożonych wyginięciem. Żadna z jego subpopulacji nie znajduje się na obszarach chronionych, jednak istnieje prawdopodobieństwo, że może występować w Rezerwacie ekologicznym Cayapas Mataje. Ograniczony zasięg do zamkniętej strefy wilgotnego lasu nadmorskiego sprawia, że jest to gatunek zagrożony wyginięciem, zwłaszcza że w południowej części jego występowania trwa szybki proces wylesiania wybrzeża Ekwadoru.